# Cyphanthera anthocercidea
Cyphanthera anthocercidea là loài thực vật có hoa trong họ Cà. Loài này được (F.Muell.) Haegi mô tả khoa học đầu tiên năm 1981.